# HubPages
HubPages è una piattaforma online per la pubblicazione di articoli e contenuti generati dagli utenti, fondata nel 2006. Permette agli autori di creare e condividere articoli su una vasta gamma di argomenti, tra cui storia, cultura, eventi, salute, tecnologia, lifestyle, viaggi, istruzione e intrattenimento. Gli utenti che pubblicano su HubPages sono chiamati "Hubbers" e possono guadagnare tramite un sistema di monetizzazione basato principalmente su pubblicità e affiliazioni. Secondo le statistiche fornite dalla compagnia Quantcast, HubPages è uno dei 50 siti web più visitati negli Stati Uniti d'America.

## Storia
HubPages è stata fondata nel 2006 da Paul Edmondson, Paul Deeds e Jay Reitz con l'obiettivo di fornire una piattaforma per autori indipendenti, permettendo loro di pubblicare contenuti originali e guadagnare attraverso la pubblicità. La piattaforma ha attirato inizialmente molti autori grazie alla possibilità di ottenere entrate passive tramite il programma Google AdSense, affiliazioni e altre partnership pubblicitarie.

## Funzionamento
Gli utenti possono registrarsi gratuitamente e iniziare a creare articoli, chiamati "Hub", su vari argomenti. Ogni Hub viene revisionato secondo le linee guida editoriali di HubPages per garantire il rispetto degli standard di qualità. HubPages utilizza un sistema di valutazione interna basato su algoritmi che considerano fattori come lunghezza dell'articolo, qualità del contenuto, grammatica e interazione dei lettori.
Gli autori possono guadagnare una percentuale dei ricavi generati dagli annunci pubblicitari visualizzati sui loro articoli, grazie a un programma di affiliazione con Google AdSense e altri network pubblicitari. Nel tempo, HubPages ha introdotto anche il programma HubPages Earnings Program, che consente agli autori di guadagnare direttamente tramite la piattaforma.

## Struttura dei contenuti
I contenuti su HubPages sono organizzati in "Network Sites", ciascuno dedicato a un argomento specifico. Questa riorganizzazione dei contenuti, introdotta nel 2016, è stata pensata per migliorare la qualità degli articoli e l'indicizzazione sui motori di ricerca. Tra i Network Sites ci sono sezioni tematiche dedicate a salute, istruzione, lifestyle, tecnologia e altro.

## Acquisizione da parte di Maven
Nel 2018, HubPages è stata acquisita da Maven, una piattaforma di pubblicazione di contenuti digitali. Dopo l'acquisizione, HubPages ha continuato a operare come parte del network di Maven, mantenendo la sua struttura di contenuti generati dagli utenti.